# チャーチ・ストリート・トラム駅

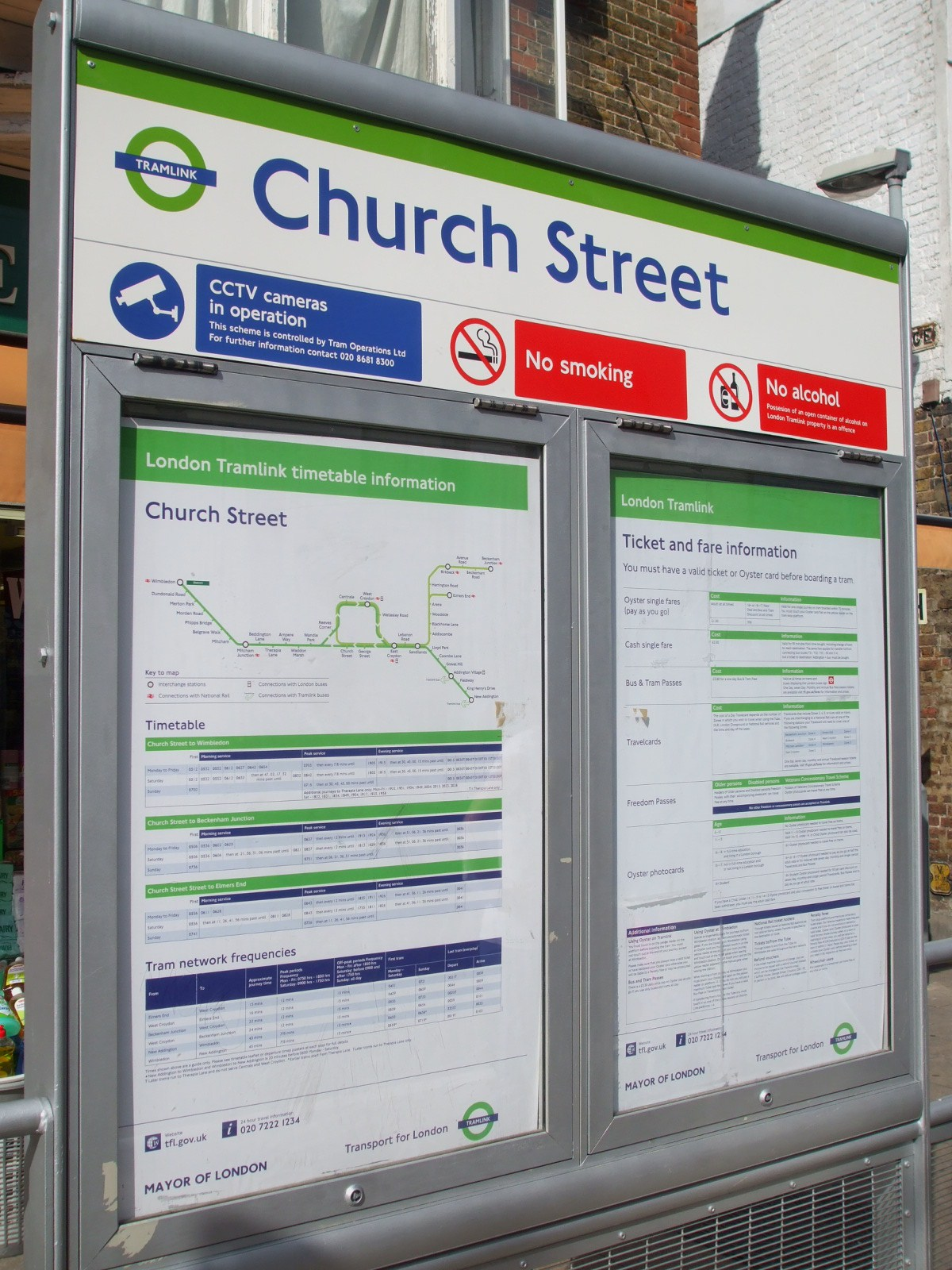
チャーチ・ストリート

チャーチ・ストリート駅（英語:Church Street tram stop）は、グレーター・ロンドンクロイドンにある西行きのトラムリンクの駅である。クロイドンの中央に位置する。当駅はクロイドン・ループ上にあり、このループ上を走行する全列車は右回りで回る。ルート1とルート2はループを右回りし、ルート3は西にあるウィンブルドン方面へ走行する。

## 隣の駅
ロンドン交通局
■トラムリンク
■ルート1
セントラル駅（ウェルズレイ・ロード駅方面） - チャーチ・ストリート駅 - ジョージ・ストリート駅（一方通行(運行)）
■ルート2
セントラル駅（ウェルズレイ・ロード駅方面） - チャーチ・ストリート駅 - ジョージ・ストリート駅（一方通行(運行)）
■ルート3
ワンドル・パーク駅（ウェルズレイ・ロード駅方面） - チャーチ・ストリート駅 - ジョージ・ストリート駅（一方通行(運行)）